# Heritage Lake (Indiana)
Heritage Lake – jednostka osadnicza w Stanach Zjednoczonych, w stanie Indiana, w hrabstwie Putnam.